# Güevéjar (kommunhuvudort)
Güevéjar är en kommunhuvudort i Spanien. Den ligger i provinsen Provincia de Granada och regionen Andalusien, i den södra delen av landet, 400 km söder om huvudstaden Madrid. Güevéjar ligger 885 meter över havet och antalet invånare är 1 943.
Terrängen runt Güevéjar är kuperad österut, men västerut är den platt. Runt Güevéjar är det tätbefolkat, med 636 invånare per kvadratkilometer. Närmaste större samhälle är Granada, 7,8 km söder om Güevéjar. Trakten runt Güevéjar består till största delen av jordbruksmark.